# بیر تیغیسیت
بیر تیغیسیت یک منطقهٔ مسکونی در صحرای غربی است که در جمهوری دموکراتیک عربی صحرا واقع شده‌است. بیر تیغیسیت ۴٫۸ کیلومتر مربع مساحت دارد.